# Lygosoma isodactylum
Espèce
Synonymes
- Eumeces isodactylus Günther, 1864
- Riopa isodactyla (Günther, 1864)

Lygosoma isodactylum est une espèce de sauriens de la famille des Scincidae.

## Répartition
Cette espèce se rencontre :
- au Cambodge ;
- dans le Centre de la Thaïlande.

## Publication originale
- Günther, 1864 : The reptiles of British India, London, Taylor & Francis, p. 1-452 (texte intégral).